# Heptaulacus testudinarius
Heptaulacus testudinarius  (лат.) — вид пластинчатоусых жуков из подсемейства афодин. Распространён в Центральной и Южной Европе и Средней Азии.
Имаго длиной 3—4 мм. Светлые пятна на надкрыльях ржаво-красные. Жуки характеризуются следующими признаками:
- переднеспинку густо покрывают грубые глубокие точки;
- надкрылья по бокам с короткими волосками;
- средние голени у самцов с одной шпорой.